# لوتشيانو زيكيني
لوتشيانو زيكيني (بالإيطالية: Luciano Zecchini)‏ هو مدرب كرة قدم ولاعب كرة قدم إيطالي في مركز الدفاع، ولد في 10 مارس 1949 في فورليمبوبولي في إيطاليا. شارك مع منتخب إيطاليا تحت 21 سنة لكرة القدم ومنتخب إيطاليا لكرة القدم. أما مع النوادي، فقد لعب مع إيه سي ميلان ونادي بريشيا ونادي بيروجيا ونادي تورينو ونادي سامبدوريا.

## وصلات خارجية
- لوتشيانو زيكيني على موقع قاعدة بيانات كرة القدم.إي يو (الإنجليزية)
- لوتشيانو زيكيني على موقع ناشيونال فوتبول تيمز (الإنجليزية)